# Liste der Mitglieder des Landtags von Sachsen-Weimar-Eisenach (1829–1835)
Diese Liste nennt die Mitglieder des 5. ordentlichen Landtags von Sachsen-Weimar-Eisenach im Jahr 1829. Da die Wahlen auf eine Wahlperiode von 6 Jahren erfolgen, waren dies grundsätzlich auch die Abgeordneten des 6. ordentlichen Landtags, der 1832/33 stattfand.
| Mitglied                                                            | Wohnort                      | Kurie                        | Kreis                   | Amt/Beruf                                                          | Anmerkung |
| ------------------------------------------------------------------- | ---------------------------- | ---------------------------- | ----------------------- | ------------------------------------------------------------------ | --- |
| Heinrich Luden                                                      | Für die Universität Jena     | Stand der Rittergutsbesitzer | Weimar-jenaischer Kreis | Hofrat und Professor in Jena                                       | 1. Gehilfe (1829), legte sein Mandat zum Landtag 1832/33 nieder                                                                                        |
| Dietrich Georg Kiefer                                               | Für die Universität Jena     | Stand der Rittergutsbesitzer | Weimar-jenaischer Kreis | Geheimer Hofrat, Professor der Medizin                             | Vertreter von Heinrich Luden |
| Dietrich Georg Kieser                                               | Für die Universität Jena     | Stand der Rittergutsbesitzer | Weimar-jenaischer Kreis | Hofrat und Professor in Jena                                       | Aufgrund Nachwahl (für Heinrich Luden) Mitglied im Landtag 1832/33                                                                                     |
| Freiherr Johann Friedrich Carl Albert von Lyncker                   | auf Denstedt                 | Stand der Rittergutsbesitzer | Weimar-jenaischer Kreis | Kammerherr, Oberforstmeister und Landrat                           | |
| Carl Burkhard                                                       | auf Guthmannshausen          | Stand der Rittergutsbesitzer | Weimar-jenaischer Kreis | in Guthmannshausen                                                 | Vertreter von Johann Friedrich Carl Albert von Lyncker                                                                                                 |
| Ottobald Freiherr von Werthern                                      | Schloss Beichlingen          | Stand der Rittergutsbesitzer | Weimar-jenaischer Kreis | auf Werthern , Beichlingen und Frohndorf                           | |
| Carl Wilhelm Stark d. J.                                            | auf Leuthenthal              | Stand der Rittergutsbesitzer | Weimar-jenaischer Kreis | Hofrat, Leibarzt und Professor der Medizin                         | Vertreter von Ottobald Freiherr von Werthern |
| Carl Friedrich Emanuel Schortmann                                   | auf Buttelstedt              | Stand der Rittergutsbesitzer | Weimar-jenaischer Kreis | Rittergutsbesitzer in Buttelstedt                                  | |
| Wilhelm August Kuhn                                                 | auf Saalborn                 | Stand der Rittergutsbesitzer | Weimar-jenaischer Kreis | Königlich preußischer Premier-Leutnant a. D. in Saalborn           | Vertreter von Carl Friedrich Emanuel Schortmann |
| Freiherr Anton von Ziegesar                                         | auf Wöllnitz und Rutha       | Stand der Rittergutsbesitzer | Weimar-jenaischer Kreis | Oberappellationsgerichtspräsident und Kammerherr                   | |
| Christian Martin Leopold Stark                                      | Buttelstedt                  | Stand der Rittergutsbesitzer | Weimar-jenaischer Kreis | Landkommissar                                                      | Vertreter von Anton von Ziegesar |
| Freiherr Georg Riedesel zu Eisenbach                                | auf Neuenhof                 | Stand der Rittergutsbesitzer | Eisenachischer Kreis    |                                                                    | Landmarschall |
| Carl von Boyneburg                                                  | auf Stedtfeldt               | Stand der Rittergutsbesitzer | Eisenachischer Kreis    | Kammerherr in Stedtfeldt                                           | Vertreter für Georg Riedesel zu Eisenbach |
| Freiherr Albrecht Friedrich Wilhelm Carl von Boyneburg-Lengsfeld    | auf Weilar                   | Stand der Rittergutsbesitzer | Eisenachischer Kreis    | Kurhessischer Major, Kammerherr in Weilar                          | |
| Franz von Geyso                                                     | auf Wenigentaft              | Stand der Rittergutsbesitzer | Eisenachischer Kreis    | Major, Kammerherr in Wenigentaft                                   | Vertreter für Albrecht Friedrich Wilhelm Carl von Boyneburg-Lengsfeld                                                                                  |
| Freiherr Wilhelm Julius Friedrich Ludwig Robert Treusch von Buttlar | auf Lengeröden und Creuzburg | Stand der Rittergutsbesitzer | Eisenachischer Kreis    | Kurhessischer Rittmeister in Markershausen                         | |
| 1829 unbesetzt                                                      |                              | Stand der Rittergutsbesitzer | Eisenachischer Kreis    |                                                                    | Vertreter für Wilhelm Julius Friedrich Ludwig Robert Treusch von Buttlar                                                                               |
| Freiherr Ferdinand Alexander von Seckendorf                         | auf Burkersdorf              | Stand der Rittergutsbesitzer | Neustädtischer Kreis    | Kammerherr                                                         | |
| 1829 unbesetzt                                                      |                              | Stand der Rittergutsbesitzer | Neustädtischer Kreis    |                                                                    | Vertreter für Ferdinand Alexander von Seckendorf |
| Freiherr Ehrhard Friedrich von und zu Mansbach                      | auf Teichwolframsdorf        | Stand der Rittergutsbesitzer | Neustädtischer Kreis    | Landesdirektionsrat und Kammerjunker in Teichwolframsdorf          | |
| Traugott Anton Heinrich Ferdinand von Staitz                        | auf Gütterlitz               | Stand der Rittergutsbesitzer | Neustädtischer Kreis    | Königlich sächsischer Leutnant a. D. auf Staitz                    | Vertreter von Ehrhard Friedrich von und zu Mansbach |
| Freiherr Franz Ludwig von Koenitz                                   | auf Schwarzbach              | Stand der Rittergutsbesitzer | Neustädtischer Kreis    | königlich preußischer Hauptmann in Schwarzbach                     | |
| Freiherr Ernst August Joachim von Beust                             | auf Nimritz und Reymen       | Stand der Rittergutsbesitzer | Neustädtischer Kreis    | in Nimritz                                                         | Vertreter für Franz Ludwig von Koenitz |
| Jacob Heinrich Paulssen                                             | Jena                         | Stand der Bürger             | Weimar-jenaischer Kreis | Oberappellatinsgerichtssekretär in Jena                            | 2. Gehilfe (1829), 1. Gehilfe (1832/33) |
| Johann Christian Haage                                              | Lobeda                       | Stand der Bürger             | Weimar-jenaischer Kreis | Bürgermeister und Steuereinnehmer in Lobeda                        | Vertreter für Jacob Heinrich Paulssen |
| Carl Friedrich Kayser                                               | Buttstädt                    | Stand der Bürger             | Weimar-jenaischer Kreis | Gerichtsdirektor, Amtsadvokat und Steuer-Kommissar in Buttstädt    | |
| Carl Friedrich Gräf                                                 | Allstedt                     | Stand der Bürger             | Weimar-jenaischer Kreis | Amtsschultheiß in Allstedt                                         | Vertreter von Carl Friedrich Kayser |
| Bernhard Friedrich Voigt                                            | Ilmenau                      | Stand der Bürger             | Weimar-jenaischer Kreis | Fürstlich Schwarzburg-Sondershausenscher Hofbuchhändler in Ilmenau | |
| Heinrich Schiffler                                                  | Berka a.d.Ilm                | Stand der Bürger             | Weimar-jenaischer Kreis | Ökonom in Berka a.d.Ilm                                            | Vertreter von Bernhard Friedrich Voigt |
| Georg Friedrich Carl August Büttner                                 | Weimar                       | Stand der Bürger             | Weimar-jenaischer Kreis | Hof-Advokat in Weimar                                              | 2. Gehilfe (1832/33) |
| Friedrich Christian Grimm                                           | Weimar                       | Stand der Bürger             | Weimar-jenaischer Kreis | Kaufmann in Weimar                                                 | Vertreter für Georg Friedrich Carl August Büttner |
| Carl Christian Schmidt                                              | Apolda                       | Stand der Bürger             | Weimar-jenaischer Kreis | Bürgermeister in Apolda                                            | |
| Johann Gottfried Burkhard                                           | Apolda                       | Stand der Bürger             | Weimar-jenaischer Kreis | Ökonom in Apolda                                                   | Vertreter von Carl Christian Schmidt, |
| Siegmund Christoph Hotzel                                           | Berka a.d.W.                 | Stand der Bürger             | Eisenachischer Kreis    | Schultheiß in Berka a.d.W.                                         | |
| Gottlieb Heisen                                                     | Berka a.d.W.                 | Stand der Bürger             | Eisenachischer Kreis    | Apotheker in Berka a.d.W.                                          | Vertreter für Siegmund Christoph Hotzel |
| Johannes Bohn                                                       | Lengsfeld                    | Stand der Bürger             | Eisenachischer Kreis    | Metzgermeister in Lengsfeld                                        | |
| Joseph Rimbach                                                      | Geisa                        | Stand der Bürger             | Eisenachischer Kreis    | Bürgermeister in Geisa                                             | Vertreter für Johannes Bohn |
| Friedrich Günther Beyer                                             | Eisenach                     | Stand der Bürger             | Eisenachischer Kreis    | Bürgermeister in Eisenach                                          | Nur 1829, da er vor dem Landtag 1832/33 starb |
| Christian Gottlieb Hohmann                                          | Eisenach                     | Stand der Bürger             | Eisenachischer Kreis    | Kaufmann in Eisenach                                               | Vertreter für Friedrich Günther Beyer, nahm aber 1832/33 wegen Krankheit nicht am Landtag teil                                                         |
| Emil Dettelt                                                        |                              | Stand der Bürger             | Eisenachischer Kreis    | Landesdirektionsrat                                                | Aufgrund Nachwahl (für Friedrich Günther Beyer) Abgeordneter für den Landtag 1832/33                                                                   |
| Friedrich August Lautenschläger                                     | Auma                         | Stand der Bürger             | Neustädtischer Kreis    | Steuereinnehmer in Auma                                            | nur 1829. Für den Landtag von 1832/33 legte er sein Mandat wegen „häuslicher Verhältnisse“ nieder und sein Stellvertreter nahm am Landtag 1832/33 teil |
| Carl Gottlob Haller                                                 | Auma                         | Stand der Bürger             | Neustädtischer Kreis    | Impost-Obereinnehmer in Auma                                       | Vertreter für Friedrich August Lautenschläger, Teilnehmer am Landtag 1832/33                                                                           |
| Carl Ferdinand Hering                                               | Neustadt an der Orla         | Stand der Bürger             | Neustädtischer Kreis    | Advokat und Gerichtsdirektor in Neustadt an der Orla               | |
| Johann Gottlob Berger                                               | Neustadt an der Orla         | Stand der Bürger             | Neustädtischer Kreis    | Bürgermeister in Neustadt an der Orla                              | Vertreter für Carl Ferdinand Hering |
| Joh. Christian Dietzel                                              | Großheringen                 | Stand der Bauern             | Weimar-jenaischer Kreis | Schultheiß in Großheringen                                         | |
| David Ludwig Hill                                                   | Naschhausen                  | Stand der Bauern             | Weimar-jenaischer Kreis |                                                                    | Vertreter für Joh. Christian Dietzel |
| Joh. Michael Ungelenk                                               | Hochdorf                     | Stand der Bauern             | Weimar-jenaischer Kreis | Schultheiß in Hochdorf                                             | |
| Johann Friedrich Hotzler                                            | Dienstedt                    | Stand der Bauern             | Weimar-jenaischer Kreis | Schultheiß in Dienstedt                                            | Vertreter für Joh. Michael Ungelenk |
| Otto August Freiherr von Loewenklau                                 | Olbersleben                  | Stand der Bauern             | Weimar-jenaischer Kreis |                                                                    | |
| Johann Georg Machts                                                 | Guthmannshausen              | Stand der Bauern             | Weimar-jenaischer Kreis | Richter in Guthmannshausen                                         | Vertreter für Otto August Freiherr von Loewenklau |
| Johann Adam Heyne                                                   | Mellingen                    | Stand der Bauern             | Weimar-jenaischer Kreis | Amtsschultheiß in Mellingen                                        | |
| Carl Philipp Kaiser                                                 | Berlstedt                    | Stand der Bauern             | Weimar-jenaischer Kreis | Richter in Berlstedt                                               | Vertreter für Johann Adam Heyne |
| F. Georg Kluge                                                      | Zimmerninfra                 | Stand der Bauern             | Weimar-jenaischer Kreis | Amtsschultheiß in Zimmerninfra                                     | |
| Unbesetzt                                                           |                              | Stand der Bauern             | Weimar-jenaischer Kreis |                                                                    | Vertreter für F. Georg Kluge |
| Johannes Gutberlet                                                  | Borsch                       | Stand der Bauern             | Eisenachischer Kreis    | Gerichtsschöppe in Borsch                                          | |
| Joh. Balthasar Schmid                                               | Urspringen                   | Stand der Bauern             | Eisenachischer Kreis    | Alt-Schultheiß in Urspringen                                       | Vertreter für Johannes Gutberlet |
| Georg Wilhelm Isleib                                                | Epichnellen                  | Stand der Bauern             | Eisenachischer Kreis    | Schultheiß in Epichnellen                                          | |
| Joh. Georg Stück                                                    | Hörchel                      | Stand der Bauern             | Eisenachischer Kreis    | Schultheiß in Hörchel                                              | Vertreter für Georg Wilhelm Isleib |
| Heinrich Fischer                                                    | Sunna                        | Stand der Bauern             | Eisenachischer Kreis    | Schultheiß in Sunna                                                | |
| Joh. Adam Lückert                                                   | Gehaus                       | Stand der Bauern             | Eisenachischer Kreis    | Gerichtsschöffe in Gehaus                                          | Vertreter für Heinrich Fischer |
| Johann Georg Eichelkraut                                            | Wolfersdorf                  | Stand der Bauern             | Neustädtischer Kreis    | Richter in Wolfersdorf                                             | |
| Joh. Gottlieb Schreiber                                             | Elodra                       | Stand der Bauern             | Neustädtischer Kreis    | Richter in Elodra                                                  | Vertreter für Johann Georg Eichelkraut |
| Johann Michael Thümmel                                              | Oppurg                       | Stand der Bauern             | Neustädtischer Kreis    | Mühlenbesitzer in Oppurg                                           | nur 1829. Für den Landtag von 1832/33 legte er sein Mandat wegen „häuslicher Verhältnisse“ nieder und sein Stellvertreter nahm am Landtag 1832/33 teil |
| Johann Gottlieb Berger                                              | Döblitz                      | Stand der Bauern             | Neustädtischer Kreis    | Kreisamtsschultheiß in Döblitz                                     | Vertreter für Johann Michael Thummel, Teilnehmer am Landtag 1832/33                                                                                    |